# Parc Hosingen
Parc Hosingen (lb. Parc Housen) − gmina (gemeng / commune / Gemeinde) w północnym Luksemburgu, w kantonie Clervaux. Do 3 października 2015 gmina leżała w dystrykcie Diekirch. Powstała 1 stycznia 2012 z połączenia gmin Consthum, Hoscheid oraz Hosingen. Siedziba gminy znajduje się w miejscowości Hosingen (Housen).

## Podział administracyjny
Do gminy należy 30 miejscowości, w tym dwanaście (Uertschaft) oraz 18 lieu-dit:
1. Ackerscheid (Akescht), lieu-dit
2. Bockholtz (Buckels)
3. Consthum (Konstem)
4. Dasbourg-Pont (Doosber Bréck), lieu-dit
5. Dickt (Déckt), lieu-dit
6. Dorscheid (Duerscht)
7. Dorscheiderhäuschen (Duerschterhaischen), lieu-dit
8. Fennberg (Fennbierg), lieu-dit
9. Geyershof (Geieschhaff), lieu-dit
10. Holzthum (Holztem)
11. Honich, lieu-dit
12. Hoscheid (Houschent)
13. Hoscheid-Dickt (Houschter Déckt)
14. Hosingen (Housen)
15. Hosingen-Barrière (Housenerbarrière), lieu-dit
16. Kehrmühle (Kéiermillen), lieu-dit
17. Kohnenhof (Kounenhaff), lieu-dit
18. Markenbach (Maarkebaach), lieu-dit
19. Neidhausen (Näidsen)
20. Obereisenbach (Uewereesbech)
21. Oberschlinder (Iewescht Schlënner), lieu-dit
22. Rodershausen (Rouderssen)
23. Schinker (Um Schinker), lieu-dit
24. Schmitzdell, lieu-dit
25. Untereisenbach (Ënnereesbech)
26. Unterschlinder (Ënnerschlënner), lieu-dit
27. Veianenerstross, lieu-dit
28. Wahlhausen (Wuelessen)
29. Waldberg (Waldbierg), lieu-dit
30. Wegscheid (Weeschent), lieu-dit